# Cuisine somalienne
La cuisine somalienne se caractérise par des épices aromatiques et des saveurs robustes, reflétant un mélange distinctif de riches traditions régionales et des influences de vastes réseaux commerciaux établis par les marchands somaliens, dont le long monopole sur les épices telles que la cannelle a façonné de manière indélébile son profil de saveur. Ces dernières années, les traditions culinaires somaliennes ont acquis une reconnaissance internationale croissante, avec des chefs somalo-américains tels que Ifrah Ahmed et Hawa Hassan attirant une attention considérable, un propriétaire de restaurant somalien obtenant le prix de la meilleure petite entreprise aux États-Unis, et des établissements londoniens comme Al Kahf et Sabiib devenant des destinations populaires parmi les amateurs de cuisine,.
Certaines spécialités somaliennes notables comprennent le kimis/sabaayad, le canjeero/laxoox, le xalwo (halwa), le sambuusa (samosa), le bariis iskukaris et le muqmad/oodkac.
La consommation de porc est interdite en Somalie conformément à la charia, car la grande majorité de la population est musulmane.

## Repas

### Le matin

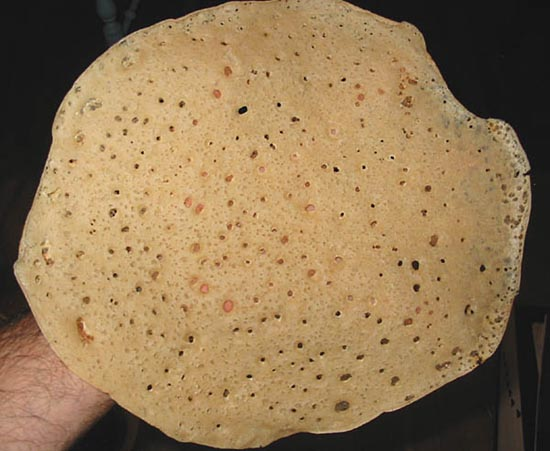
Somali canjeero.

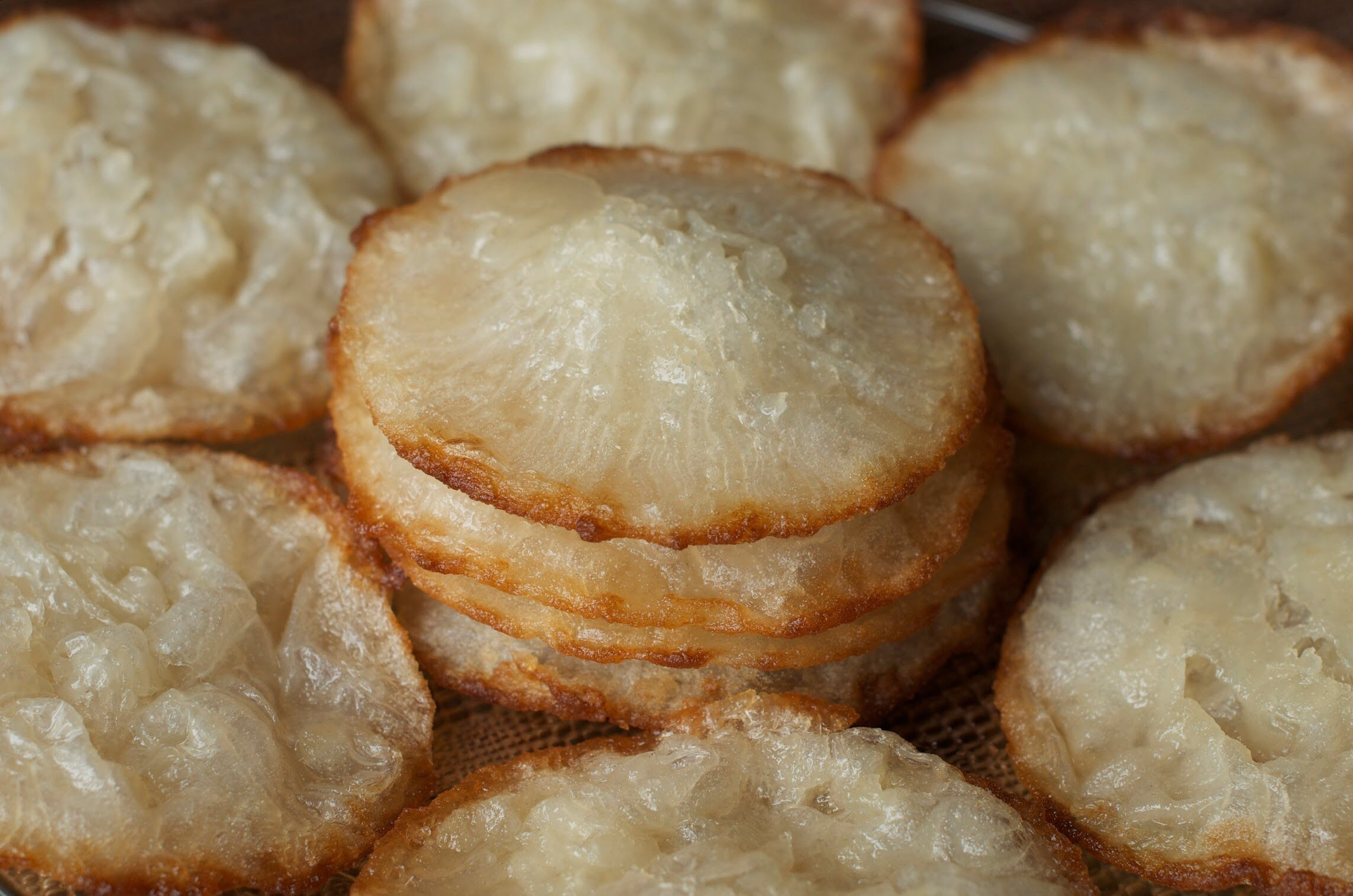
Mashmash (sucré)

Le petit-déjeuner (quraac) est un repas important pour les Somaliens qui, souvent, commencent la journée en absorbant une sorte de thé (shaah) et une galette de pain (canjeero) similaire à l'injera éthiopienne, mais plus petite et plus mince.
Le canjeero est consommé de différentes manières, parfois cassé en petits morceaux avec ajout de ghî (subag) et de sucre. Pour les enfants, il est mélangé avec du thé et de l'huile de sésame (macsaaro) jusqu'à consistance pâteuse. Il peut être accompagné de foie (de bœuf), de viande de chèvre (ari hilib), de dés de bœuf cuits dans un fond de soupe (suqaar) ou de viande séchée (oodkac ou muqmad) de chèvre ou de chameau, bouillie dans du beurre clarifié.
La polenta (mishaari ou boorash en bouillie), avec du beurre et du sucre, est populaire à Mogadiscio.
Dans le nord, le pain (rooti) a la préférence. En Somalie, une version plus sucrée et plus grasse de canjeero appelée malawax constitue un aliment de base des repas à la maison.

### Le midi
Le repas de midi (qado) consiste souvent en un plat principal élaboré de riz (bariis) épicé avec cumin (kamuun), cardamome (Heyl), clou de girofle (qaranfuul) et sauge.
Dans le sud, une potée de riz, légumes, et parfois de viande, appelée Iskudhexkaris, est courante. Outre les nombreuses sortes de ragoût (maraq), on sert du riz accompagné de viande. À Mogadiscio, le steak (busteeki) et les poissons (kaluun) sont fort appréciés.
La semoule de maïs (soor) est populaire. Contrairement aux Kényans qui consomment l’ugali, les Somaliens utilisent la semoule de maïs en purée avec du lait frais, du beurre et du sucre, ou avec un ragoût.
Une variation du chapati indien est le sabaayad. Comme le riz, il est servi accompagné de ragoût et de viande. Le sabaayad somalien est souvent un peu doux, et il est cuit dans un peu d'huile.
Les pâtes (baasto) sont populaires et souvent servies avec un ragoût de plus lourd que la sauce pour pâtes italiennes, ou avec une banane.
Les boissons les plus populaires sont le balbeelmo (pamplemousse), le raqey (tamarin) et l’isbarmuunto (limonade). À Mogadiscio, le cambe (mangue), le seytuun (goyave) et le laas (lassi) sont aussi très populaires alors qu’en Hargeisa, dans le nord, les boissons préférées sont le fiimto (limonade) et le tufaax (pomme).

### Le soir
Le Cambuulo, un mets favori, est fait de haricots bien cuits (azuki) mélangés avec du beurre et du sucre. Les fèves peuvent cuire jusqu'à cinq heures d’affilée lorsqu'elles sont laissées sur la cuisinière à basse température.
En 1988, le journal somalien Xiddigta Oktoober a mené une enquête dans laquelle il a constaté que les résidents de Mogadiscio préfèrent le cambuulo  pour leur repas principal. Ce fut une découverte surprenante puisque le mets est considéré comme de « basse classe » en raison des flatulences induites par les sucres naturels (oligosaccharides) présents dans les haricots.

## Après le repas
Les Somaliens parfument traditionnellement leur maison après les repas. L'encens (luubaan) ou un encens préparé (uunsi) est placé sur du charbon de bois chaud à l'intérieur d'un brûleur d'encens ou d'un encensoir (un dabqaad) ou d'un idin. Il brûle ensuite pendant une dizaine de minutes. Cela garde la maison parfumée pendant des heures. Le brûleur est fabriqué à partir de stéatite trouvée dans des zones spécifiques de Somalie.